# Povina
Povina és un poble i municipi d'Eslovàquia que es troba a la regió de Žilina, al centre-nord del país.
Està situat al nord-oest de la regió, prop del curs alt del riu Váh (conca hidrogràfica del Danubi) i de la frontera amb la República Txeca i Polònia.

## Història
La primera menció escrita de la vila es remunta al 1438.

## Demografia
| Godina             | 1994 | 2004   | 2014   | 2024   |
| ------------------ | ---- | ------ | ------ | ------ |
| Nombre de persones | 1113 | 1123   | 1147   | 1149   |
| Diferència         |      | +0,89% | +2,13% | +0,17% |

| Godina             | 2023 | 2024   |
| ------------------ | ---- | ------ |
| Nombre de persones | 1146 | 1149   |
| Diferència         |      | +0,26% |